# Artie Kaplan
Arthur Kaplan, noto con lo pseudonimo Artie Kaplan (New York, 1935), è un musicista e cantautore statunitense.

## Biografia
Nato e cresciuto a Brooklyn, uno dei cinque borough di New York, si avvicina alla musica spinto dal padre Charles Kaplan (1902-1971), uomo d'affari che avvicina il figlio al jazz, facendogli scoprire musicisti come Dizzy Gillespie, Charlie Parker, Stan Getz e Lester Young.
Impara a suonare il sassofono e comincia a suonare in alcune orchestre locali; entra poi nel mondo discografico dapprima come session man, suonando il sax per artisti come Carole King, Neil Sedaka, Van Morrison, Neil Diamond, Barry Manilow e poi come manager ed assistente di alcuni artisti.
Per alcuni anni continua il lavoro dietro le quinte (nel frattempo si è sposato ed è diventato padre di due gemelle), finché nel 1972, ottenuto un contratto con la Vanguard Records, pubblica il suo album di debutto, Confessions of a Male Chauvinist Pig; il disco ottiene un discreto successo, trascinato dal primo 45 giri estratto, Harmony, ma sarà maggiore il successo in Europa, dove sia l'album sia il 45 giri vengono pubblicati dalla CBS a gennaio del 1973.
Harmony arriva ai primi posti della hit-parade in Italia (dove diventa uno dei dischi più venduti dell'anno), in Francia, Paesi Bassi, Germania e Spagna, ed il suo successo è bissato, qualche mese dopo, da un altro 45 giri estratto dall'album Bensonhurst Blues: questa canzone verrà reincisa nel 1981 da Oscar Benton ed inserita nella colonna sonora del film Per la pelle di un poliziotto, diretto ed interpretato da Alain Delon, inoltre Adriano Celentano scriverà un testo in italiano e la inciderà nel suo album C'è sempre un motivo del 2004, intitolandola Vengo dal jazz.
Il successo delle incisioni successive è decisamente minore, ed Artie Kaplan continua comunque l'attività non più a livelli internazionali ma limitandosi agli Stati Uniti.

## Discografia parziale

### 33 giri
- 1972: Confessions of a Male Chauvinist Pig (CBS, S 65465)
- 1973: My Songs (CBS, S 65829)
- 1974: Down By The Old Stream (Paramount, PAS 1019)

### 45 giri
- 1972: Harmony/Stay, Don't Go (CBS, 1189)
- 1973: Steppin' Stone/Bensonhurst Blues (CBS, 1920)
- 1974: Down By The Old Stream/I Wanna Go To Coney Island With My Grandma (Paramount, 0276)
- 1981: Rock 'n' Roll Is here To Stay/Livin' Ain't So Easy (Soedi, SOJ 640001)

### CD
- 2003: I'm Just a Singer in the Band (AKP Records)